# وانغ شوان
وانغ شوان (بالصينية: 王选) هو عالم حاسوب ومهندس ومخترِع وسياسي صيني، ولد في 5 فبراير 1936 في جيانغسو في الصين، وتوفي في 13 فبراير 2006 في بكين في الصين. حزبياً، نشط في Jiusan Society ‏.

## مناصب
- انتخب عضو اللجنة الدائمة للمجلس الوطني لنواب الشعب الصيني ‏ خلال فترته النيابية [الإنجليزية]‏.
- انتخب عضو مجلس الشعب الصيني  [لغات أخرى]‏ خلال فترته النيابية [الإنجليزية]‏.
- انتخب عضو في اللجنة الوطنية لجمهورية الصين الشعبية خلال فترته النيابية ‏.
- انتخب Vice Chairperson of the Chinese People's Political Consultative Conference [الإنجليزية]‏.